# Bee Movie
Bee Movie is een Amerikaanse computergeanimeerde film uit 2007 onder regie van Steve Hickner en Simon J. Smith. Er is in Nederland zowel een originele taalversie met Nederlandse ondertiteling te zien als een Nederlands ingesproken versie van de film.

## Verhaal
Barry B. (Bee) Benson (Jerry Seinfeld) is een bij die zijn schooldiploma haalt en een baan binnen de korf dient te kiezen. Alle werkzaamheden daar slaan uitsluitend op het maken van honing. Eenmaal gekozen, betekent altijd gekozen. Zijn vriend Adam Flayman (Matthew Broderick) ziet het wel zitten, maar Benson totaal niet.
Om de buitenwereld te zien, sluit Benson zich aan bij een groep die buiten de korf nectar verzamelt. Hij heeft rondvliegend de tijd van zijn leven, maar belandt door een ongelukkig toeval in het huis van de mens Vanessa Bloome (Renée Zellweger). Haar vriend Ken (Patrick Warburton) wordt panisch wanneer hij Benson opmerkt en wil hem platslaan, maar bloemiste Bloome steekt daar een stokje voor en zet hem ongedeerd buiten. Benson vindt dat hij haar hiervoor moet bedanken en zoekt Bloome weer op wanneer ze alleen is. Door haar te bedanken, vertrouwt hij haar het geheim toe dat bijen kunnen praten. De twee ontwikkelen vervolgens een warme vriendschap.
Wanneer Benson met Bloome door de supermarkt loopt, bemerkt hij dat de mensheid hún honing met vele potten tegelijk opslaan en verkopen alsof ze zelf iets met de productie te maken hebben. Bij een productiebedrijf blijkt deze industrie immens veel groter dan hij kon vermoeden. Benson vindt dit zo oneerlijk dat hij besluit met behulp van Bloome de mensheid aan te klagen voor het stelen van de honing van de bijen.
Benson wint de rechtszaak, waarop de bijen alle honing terugkrijgen. Doordat de bijen nu honing in overvloed hebben, leggen ze hun werkzaamheden stil. Als gevolg daarvan vindt er alleen ook geen bestuiving meer plaats, waardoor langzaam maar zeker alle bloemen uitsterven. Met nog maar een gering aantal bloemen in leven, bestemd voor een bloemencorso, overtuigt Benson zijn soortgenoten ervan dat ze actie moeten ondernemen voor alle bloemen uitgestorven zijn, waarop zij onherroepelijk zullen volgen.

## Rolverdeling
| Acteur            | Personage            | Nederlandse stem         |
| ----------------- | -------------------- | ------------------------ |
| Jerry Seinfeld    | Barry Bee Benson     | Jeroen van Koningsbrugge |
| Renée Zellweger   | Vanessa Blume        | Thekla Reuten            |
| Chris Rock        | Mooseblood           | Maurits Delchot          |
| Matthew Broderick | Adam Flayman         | Joris Lutz               |
| Kathy Bates       | Janet Benson         | Lucie de Lange           |
| Barry Levinson    | Martin Benson        | Stan Limburg             |
| Patrick Warburton | Ken                  | Bart Oomen               |
| John Goodman      | Layton T. Montgomery | Jack Wouterse            |
| Megan Mullally    | Trudy                |                          |
| Oprah Winfrey     | Judge Bumbleden      | Jetty Mathurin           |
| Larry King        | Bee Larry King       | Fred Meijer              |
| Rip Torn          | Lou Lo Duca          | Kees Prins               |
| Ray Liotta        | Ray Liotta           |                          |
| Sting             | Sting                |                          |
| Larry Miller      | Buzzwell             | Bartho Braat             |